# Siawusch Gadjew
Siawusch Gadjew (aserbaidschanisch Siavuş Hacıyev, englische Transkription Siavush Gadjiev, slowenische Transkription Sijavuš Gadžijev; * 1953 in Baku, Aserbaidschan) ist ein aserbaidschanischer klassischer Pianist und Musikpädagoge.

## Laufbahn
Siawusch Gadjew absolvierte seine musikalische Ausbildung am Tschaikowski-Konservatorium in Moskau, wo er mit einem Master für Musik abschloss, als Schüler von berühmten Lehrern wie Bella Davidovich und Boris Zemlianski. Er wurde anschließend eingeladen, an der renommierten Zentralen Spezialmusikschule des Moskauer Konservatoriums zu unterrichten, an der die musikalisch begabtesten Schüler aus der ehemaligen Sowjetunion sowie aus Japan, Ungarn, dem ehemaligen Jugoslawien, aus Rumänien, Südkorea und den Vereinigten Staaten studieren. Er bildete viele hochbegabte Schüler aus, unter ihnen die Gewinner des Tschaikowski-Wettbewerbs in Moskau und der Dublin International Piano Competition sowie Gewinner anderer Wettbewerbe wie Urška Babič und Ivan Krpan. Gadjews Tätigkeit umfasst Seminare und thematische Vortragskonzerte in Russland, Slowenien, Kroatien, Deutschland und Italien, mit besonderem Schwerpunkt auf der Interpretation von Mozart, Beethoven, Rachmaninow und Prokofjew.
Er unterrichtet am Konservatorium für Musik und Ballett in Ljubljana (Slowenien) sowie in Gorizia (Italien) in einer Privatschule für junge Talente, in der er viele Schüler aus verschiedenen Teilen Italiens und Sloweniens hatte und hat, darunter Giuseppe Guarrera (2. Preis bei der Montreal International Musical Competition 2017), seinen Sohn Alexander Gadjew (1. Preis bei der Hamamatsu International Piano Competition (Japan) 2015, Finalist des Internationalen Klavierwettbewerbs Ferruccio Busoni in Bozen, Gewinner der Sydney International Piano Competition 2021) und viele andere. Er gibt auch Meisterkurse und Vorlesungen für Master-Studenten am 
Conservatorio di musica „Giuseppe Tartini“ in Triest sowie in Cividale del Friuli und leitet spezielle Klassen auch für angehende Musikpädagogen.
Siawusch Gadjew hat Recitals in vielen Städten der ehemaligen Sowjetunion, in Deutschland, Slowenien, Kroatien, im ehemaligen Jugoslawien, in Italien und den USA gegeben. Er ist auch mit großen Orchestern unter bekannten Dirigenten wie Pawel Leonidowitsch Kogan, Conrad van Alphen und Kirk Trevor und in Kammermusikensembles mit bedeutenden europäischen Musikern wie dem Violinisten Axel Wilchok (Konzertmeister der Berliner Staatskapelle) sowie den Cellisten Michael Flaksman, Jozef Podhoranský und Vladimir Mendelssohn aufgetreten. Er ist Mitglied des Ljubljana Piano Trio.
Er war und ist Jurymitglied bei vielen internationalen Klavierwettbewerben, darunter der Franz Liszt International Piano Competition in Budapest, der Nepomuk Hummel Piano Competition in Bratislava, der Città di Cantù, der Tartini Competition in Piran (Slowenien), der International Piano Competition in Radovljica (Slowenien), dem Concorso Trio di Trieste und vielen anderen. Er hielt und hält viele Meisterkurse in ganz Italien, Slowenien, Deutschland und den Vereinigten Staaten.
Gadjew ist künstlerischer Leiter der International Piano Competition „Giuliano Pecar“ in Gorizia und des Sommerfestivals Estate di Gorizia. Er lebt in Italien.

## Rezeption
Der Rezensent und Musikwissenschaftler Renato della Torre bezeichnete ihn im Messaggero Veneto als einen Künstler „von großem Talent, unterstützt durch die großartige pianistische Technik“. Andere Zitate von Rezensenten sind: „Gadjew hypnotisierte das Publikum mit der Siebten Sonate in B-Dur von Prokofjew“ (Corriere dell’Arte, Turin); „Die Interpretation von Brahms’ Stücken war ein musikalisches Ereignis, das noch lange in Erinnerung bleiben wird […] Gadjew demonstrierte die großen reichen Traditionen der russischen Klavierschule“ (Olga Jovanović in Promuzika, Belgrad); „Der außergewöhnliche Pianist Gadjew spielte Schumanns Quintett, als ob es in Marmor gemeißelt wäre“ (J. Šetinc in Večer, Maribor); „Das Publikum war beeindruckt von einer sehr einfühlsamen, zarten und philosophischen Darbietung. Momente von hoher Intensität und verschiedenen Klangfarben wurden von dem Musiker magisch geschaffen“ (Rudolf van der Vecht in der Westfälischen Post, Wuppertal).